# 斯塔雷村 (拉瓦-魯斯卡市鎮)
50°11′32″N 23°39′33″E / 50.19222°N 23.65917°E
斯塔雷村（直译：老村），是烏克蘭的村落，位於該國西部利沃夫州，由利沃夫区拉瓦-鲁斯卡市镇負責管轄，面積0.98平方公里，海拔高度242米，2001年人口356，人口密度每平方公里362.16人。